# Passiflora tenella
Passiflora tenella Killip – gatunek rośliny z rodziny męczennicowatych (Passifloraceae Juss. ex Kunth in Humb.). Występuje naturalnie w Ekwadorze i Peru.

## Morfologia
PokrójZdrewniałe, trwałe, nagie liany.
LiściePotrójnie klapowane, dłoniaste u podstawy, skórzaste. Mają 1–2,8 cm długości oraz 3,2–8,6 cm szerokości. Całobrzegie, z ostrym lub tępym wierzchołkiem. Ogonek liściowy jest owłosiony i ma długość 15–45 mm. Przylistki są szydłowate o długości 2–4 mm.
KwiatyPojedyncze lub zebrane w pary. Działki kielicha są podłużnie owalne, białawe, mają 7–11 cm długości. Płatki są podłużnie owalne, białawe, mają 0,3–4,5 cm długości. Przykoronek ułożony jest w dwóch rzędach, białawy, ma 4–20 mm długości.
OwoceMają wrzecionowaty kształt. Mają 1,6–2,3 cm długości i 0,7–0,8 cm średnicy.